# Aygevan
Aygevan (armeană Այգևան; anterior numit Dzerjinski) este un sat din Armenia.